# Distrito de Andamarca
El Distrito de Andamarca es uno de los quince distritos que conforman la Provincia de Concepción del departamento de Junín, bajo la administración del Gobierno Regional de Junín, en centro del Perú. 
Desde el punto de vista jerárquico de la Iglesia católica forma parte de la Arquidiócesis de Huancayo.

## Historia
El distrito fue creado mediante Ley del 5 de marzo de 1930, en el gobierno del Presidente Augusto Leguía, Por su primer alcalde Sr. Mauro Ártica Castro.

## Geografía
Tiene una superficie de 694,9 km².

## Capital
La capital del distrito es la localidad de Andamarca. 

## Autoridades

### Municipales
- 1930–1935
  - Primer Alcalde - Mauro Ártica Castro
- 2023 - 2027[2]
  - Alcalde: Julio Cotera, Partido Peru libre .
  - Regidores: sonia navarro ,
- [3]
  - Alcalde: Juan Pedro Espinal Roncal, Movimiento Bloque Popular Junín (BPJ).
  - Regidores: Oscar Rubén Chipana Rodríguez (BPJ), Gregorio Arteaga Gómez (BPJ), Esteban Mauro Capcha Maldonado (BPJ), Enedina Chávez Palacios (BPJ), Floriano Alzamora Campos (Partido Aprista Peruano).
- 2007-2010
  - Alcalde: Severo Quiñonez Atapoma.

### Policiales
- Comisario:  PNP

### Religiosas
- Arquiiócesis de Huancayo[4]
  - Arzobispo: Mons. Pedro Barrego Jimeno, SJ.
- Parroquia 
  - Párroco: Prb. .

## Festividades
La principal festividad del distrito de Andamarca se lleva a cabo el 20 de enero en homenaje al niño Jesús y su aniversario de creación política se lleva a cabo el 13 de junio de cada año.